# BMW R1100 R
La BMW R1100 R è una motocicletta costruita dalla casa motociclistica tedesca BMW Motorrad dal 1994 al 1999, facente parte della serie di modelli equipaggiati dal motore boxer e riconoscibili dalla lettera "R" iniziale. La stessa lettera R finale indica invece l'appartenenza alla classe Roadster.

## Descrizione
La BMW R1100R andava a sostituire la R100 R che era stata prodotta fino al 1994. Nel 1999 a sua volta è stata sostituita dalla BMW R1150 R.
Costruita nello stabilimento BMW di Spandau, a spingere la moto c'è un propulsore bicilindrico con cilindri contrapposti da 1085 cm³ con distribuzione mediante bialbero a 4 valvole per cilindro e sistema di raffreddamento misto aria/olio, ad iniezione elettronica.
Rispetto alle altre moto della famiglia R 1100 dalla quale deriva, la versione R o 'roadster' era caratterizzata esteticamente per avere un singolo faro tondo anteriore e tutta la parte laterale sprovvista di carenatura. La sospensione anteriore è del tipo Telelever, mentre la posteriore Paralever.